# Schäflohe
Schäflohe ist ein in der Oberpfalz gelegenes Dorf, das ein Gemeindeteil von Amberg ist.

## Lage
Der Ort befindet sich in der Region Oberpfälzer Jura und liegt in der nach dem Nachbarort Karmensölden benannten Gemarkung. Schäflohe selbst ist einer von 23 Ortsteilen der kreisfreien Stadt Amberg. Die Ortsmitte der Kernstadt liegt vier Kilometer entfernt und Sulzbach-Rosenberg sieben Kilometer.

## Verkehr
Am südlichen Ortsende von Schäflohe verläuft die Bundesstraße 85 und von dort aus ist auch eine direkte Auffahrt auf diese Fernverkehrsstraße möglich.

## Kultur und Sehenswürdigkeiten

### Bauwerke
Im westlichen Ortsbereich von Schäflohe gibt es mit der neugotischen Kapelle „Beata Maria Virgo“ ein denkmalgeschütztes Bauwerk.